# 親衛隊第17師
親衛隊第17「格茨·馮·贝利欣根」裝甲擲彈兵師（德語：17. SS-Panzergrenadier-Division „Götz von Berlichingen“）是納粹德國武裝親衛隊的一個裝甲擲彈兵師，名字来源于神圣罗马帝国将领格茨·馮·贝利欣根，由德國與德意志裔人的志願者和被徵召者組成。二戰期間，該師皆於西線戰場作戰。1945年戰爭末期，全師大多官兵向美軍投降。